# 제18회 세자르상
제18회 세자르상의 시상식에 관한 내용이다.

## 수상 및 후보

### 작품상
- 사베지 나이트 - 시릴 꼴라르 수상

### 음악상
- 가브리엘 야레 수상

### 공로상
- 러브 어게인 - 마르첼로 마스트로야니 수상

## 같이 보기
- 제65회 아카데미상
- 제46회 영국 아카데미 영화상